# Кріста Лудінґ-Ротенбурґер
Кріста Лудінґ-Ротенбурґер (нім. Christa Luding-Rothenburger, 4 грудня 1959) — німецька велогонщиця і ковзанярка.
Олімпійська чемпіонка 1984 року на дистанції 500 м, 1988 року на дистанції 1000 м, срібна призерка 1988 року на дистанції 500 м, 1988 (спринт) років, бронзова призерка 1992 року на дистанції 500 м.